# Daria van den Bercken
Daria van den Bercken (née à Utrecht, le 31 août 1979) est une pianiste néerlandaise d'origine russe.

## Biographie
En 1990, Daria van den Bercken est admise dans la classe des jeunes talents du conservatoire de Rotterdam. Elle y étudie avec Mila Baslawskaja, avec qui elle obtient son diplôme en 2002 au Conservatoire d'Amsterdam, ainsi qu'avec Naum Grubert, puis continue sa formation avec Leonard Hokanson et avec Menahem Pressler à l'Indiana University.
Van den Bercken fait ses débuts en 2007 avec l'Orchestre philharmonique de Rotterdam dirigé par Joann Falletta, en interprétant le concerto pour piano de Clara Schumann. L'année suivante, elle est à nouveau invitée au concerto pour piano en do, KV 467 de Mozart, sous la direction du chef d'orchestre Yannick Nézet-Séguin. En 2009, elle rejoue avec cet orchestre, cette fois les Oiseaux Exotiques d'Olivier Messiaen.
Daria van den Bercken se spécialise, entre autres, dans la musique pour clavier de Georg Friedrich Haendel, rarement jouée, qu'elle promeut par des actions remarquables, telles que des concerts à domicile à Amsterdam et un concert à São Paulo à l'été 2012, où elle a accroché son piano à queue de concert à une grue pour jouer dans les airs.
Le 28 avril 2017, elle se produit pour la première fois avec l'Orchestre philharmonique de Radio France et le chef d'orchestre néerlandais Ton Koopman, interprétant le Concerto pour piano et orchestre no 17 en sol Maj. K453 de Mozart,.

## Prix
Daria van den Bercken remporte les premiers prix au concours national Princess Christina, ainsi qu'au concours Steinway et au concours de la Young Music Talent Netherlands Foundation (Fondation des jeunes talents musicaux néerlandais). En mars 2005, elle est lauréate du concours Vriendenkrans du Concertgebouw d’Amsterdam et, en 2006, du premier public de la série nationale Het Debuut. Elle le remporte de nouveau en 2008, cette fois avec le trio Strobos-Van den End-Van den Bercken. En 2012, Daria  reçoit le prix Amsterdamprijs voor de Kunst (Prix Amsterdam pour les Arts), l'un des prix les plus prestigieux de la capitale.

## Discographie
- 2012 : Haendel, Suites pour clavier ; Mozart, Suite dans le style de Haendel (24-26 janvier 2012, Sony) (OCLC 909028264 et 973671966)
- 2015 : Keys to Mozart : Sonates K. 280 (Adagio), 282, 331, 332 ; Fantaisie K. 296 ; Gigue K.574 (3-5 novembre 2014, Sony 88875060112) (OCLC 907174838)
- 2017 : Domenico Scarlatti and Daria van den Bercken (Sony)